# فرانکا پولزلو
فرانکا پولزلو (ایتالیایی: Franca Polesello؛ ‏ ۷ اوت ۱۹۳۰ – ۸ مارس ۲۰۲۱) بازیگر اهل ایتالیا بود.
از فیلم‌ها یا برنامه‌های تلویزیونی که وی در آن نقش داشته است، می‌توان به من او را خوب می‌شناختم، سبقت، من می‌کشم، تو می‌کشی و تارزانا، دختر وحشی اشاره کرد.